# Lilltjära
Lilltjära är en by i Hanebo socken, Bollnäs kommun, Gävleborgs län, belägen vid sjön Bergviken som genomkorsas av Ljusnan.
Byn består nu huvudsakligen av ett antal gårdar men där finns även ett mellanlager för sågat timmer (Mellanskog) och en hundhall för Agility/träning/tävling. I den gamla skolan inryms en professionell studio för postproduktion av svensk spelfilm. I byn har funnits missionshus och en konsumbutik. I ordenshuset, tillhörande NTO, finns nu bygdegård, som drivs av Lilltjära bygårdsförening.
Från 1929 till 1967 hade SJ en hållplats i Lilltjära på Norra stambanan mellan Krylbo och Ånge.